# Pável Chelishchev
Pável Fiódorovich Chélishchev (en ruso: Па́вел Фёдорович Че́лищев; Kaluga, 21 de setiembre de 1898- Frascati (Roma), 31 de julio de 1957) fue un pintor y diseñador escénico surrealista ruso que creó varias obras que ilustran el deseo homosexual.

## Biografía
Nació en la gobernación de Kaluga, cerca de Moscú en la finca de su familia aristocrática. Fue educado por una serie de tutores franceses, alemanes e ingleses, que animaron a su interés por las artes. Su padre, seguidor de los principios tolstoianos, apoyó su deseo de ser pintor. Debido a los puntos de vista liberales de su padre, sin embargo, la familia fue expulsada de su propiedad después de la Revolución de Octubre (1917).
Chélishchev se unió al Movimiento Blanco, y la familia huyó a Kiev, que aún no estaba bajo control comunista. Mientras, en Kiev estudió con Aleksandra Ekster y produjo sus primeros diseños teatrales. 
Hacia 1920, estaba en Odesa, escapando del avance del Ejército Rojo. Llegó a Berlín vía Estambul. Ahí conocería a Allen Tanner, un pianista estadounidense, y se hicieron amantes. En 1923, se trasladaron a París y Chélishchev comenzó a pintar retratos de la élite vanguardista y homosexual. 
Chélishchev desarrolló una predilección por los azules y rosados escandalosos, llamándose a sí mismo el "Príncipe del Mal Gusto."
Gertrude Stein relató su entrada en el Salon d'Automne en 1925, con Canastas de Fresas (1925), y compró todo su contenido de su estudio. Además de convertirse en un experto pintor, también se convirtió en el más innovador de los diseñadores escénicos de su época y diseñó ballets para Serguéi Diáguilev y los Ballets Russes en París. 
El debut americano de Chélishchev fue en una exposición grupal de dibujos en el MOMA de Nueva York en 1930. En 1934, se trasladó a esa ciudad con su nuevo amante, el escritor y crítico Charles Henri Ford, y expuso en la Julien Levy Gallery. Él y Ford estuvieron en el centro del mundo social de homosexuales importantes, tales como Lincoln Kirstein, para quien también diseñó ballets. Continuó su trabajo como diseñador para el nuevo American Ballet de George Balanchine y para A. Everett "Chick" Austin, su amigo y director del pionero Wadsworth Atheneum en Hartford, Connecticut. 
En 1952, Chélishchev se hizo ciudadano estadounidense, pero poco después viajó a Frascati, Italia. Sufrió un ataque al corazón en 1956 y murió el 31 de julio de 1957 en Hospital de Roma.

## Estilo
Si bien Chélishchev fue educado en el dibujo tradicional clásico, sus primeras influencias fueron el cubismo y el constructivismo. Pronto reaccionó contra su énfasis en las formas geométricas de conos y cubos y comenzó a trabajar con curvas, una decisión que lo llevó a su estilo representativo, que usa cada elemento tradicional de anatomía y perspectiva.
En 1926, fue incluido en la Galerie Druet, París, en un grupo que mostró el título que dio lugar a la apelación "Neo-Romántica," una designación aplicada a la combinación amorfa de pintores figurativos de varios temperamentos y actitudes. El artista siempre desaprobó el término; y a pesar de las semejanzas de su obra con la artistas tales como Salvador Dalí, siempre negó toda asociación con el Surrealismo.
Phenomena (Fenómenos, 1936-1938), la primera pintura de una serie proyectada de tres obras importantes, despertó violentas reacciones debido a su espeluznante color y representación de personas entonces aún vivas (entre ellas un autorretrato e imágenes de Gertrude Stein y Alice B. Toklas). La más prominente de las figuras masculinas desnudas en esta pintura es Nicholas Magallanes, un modelo preferido, que más adelante sería un bailarín famoso.
Su segundo trabajo, Hide and Seek (El Escondite, 1940-1942), una pintura llamativamente roja de un árbol enorme integrado por partes del cuerpo humano, sigue siendo una de las pinturas más populares en el MOMA. El trabajo final en la serie nunca fue acabado. 
El estilo último de Chélishchev se desarrolló como resultado de su búsqueda por los "paisajes interiores" inspirados por las metamorfosis del cuerpo humano. 
Sus trabajos incluyen, además de los desnudos bien conocidos tales como Tattooed Man (1934), un número de bosquejos a lapicero a tinta que ilustran el deseo homoerótico, algunos de los cuales están en la Colección Kinsey de arte erótico.
El artista también realizó ilustraciones en acuarela de la novela gay de Ford and Parker Tyler, The Young and Evil (1933). Aquellas ilustraciones no fueron publicadas con el texto hasta 1988.
La reputación en la crítica de Chélishchev decayó en los años 1950 y los años 1960 junto con la caída del interés en el arte figurativo. La retrospectiva que fue una exposición abierta en la conservadora galería Huntington Hartford del MOMA en 1964 fue la última muestra de su carrera hasta la exhibición de 1998 en el Museo de Arte Katonah en Katonah, Nueva York.